# Station Niemojki
Station Niemojki is een spoorwegstation in de Poolse plaats Niemojki.